# Primární metabolit
Primární metabolity jsou organické látky vznikající v těle živých organismů během metabolismu. Obvykle v něm plní nějakou fyziologickou funkci (vnitřní funkci). Účastní se procesů růstu, vývoje či rozmnožování daného organismu. Pro primární metabolity je typické, že jsou přítomny v mnoha organismech nebo buňkách. Jsou nezbytné pro život a jejich nedostatek způsobuje smrt.
Primárními metabolity jsou například sacharidy, lipidy, aminokyseliny a nukleové kyseliny, které jsou pro život nezbytné. Vedle primárních metabolitů existují sekundární metabolity, které nejsou pro život nezbytné a vyskytují se jen v některých organismech. Veškeré přírodní látky produkované živými organismy vznikají na základě metabolických procesů jako primární nebo sekundární metabolity.

## Primární metabolismus
Biochemické pochody (například fotosyntéza rostlin nebo glykolýza u živočichů) probíhající u většiny organismů se nazývají primární metabolismus. Vznikají tak základní látky (sacharidy, lipidy, 20 základních proteinogenních aminokyselin, nukleové kyseliny a některé deriváty těchto látek). Tyto látky se souhrnně nazývají primární metabolity.
Primární metabolity se vyskytují v mikroorganismech, rostlinách, živočiších i houbách. Je pro ně typické, že se vyskytují téměř ve všech organismech a mají zásadní význam pro existenci života. Potvrzují tak evoluční příbuznost všech organismů.
Na rozdíl od sekundárních metabolitů nevykazují primární metabolity žádné farmakologické účinky.

## Sekundární metabolismus
Kromě primárního metabolismu probíhají biochemické pochody, které jsou individuální pro různé organismy. Tyto reakce se nazývají sekundární metabolismus a jejich produktem jsou sekundární metabolity. Jsou to například alkaloidy, glykosidy, terpeny a mnoho dalších látek.
Sekundární metabolismus závisí převážně na prekurzorech primárního metabolismu (aminokyseliny, acetyl-CoA, kyselina mevalonová a meziprodukty biosyntézy kyseliny šikimové).
Na rozdíl od primárních metabolitů vykazují sekundární metabolity farmakologické účinky. Jsou proto využívány pro výrobu léků nebo jiných podpůrných sloučenin.

## Rozdíly mezi primárním a sekundárním metabolismem
Mezi primárním a sekundárním metabolismem neexistuje ostrá hranice, neboť sekundární metabolismus navazuje na primární. Oba děje jsou mezi sebou úzce propojeny a nelze je tedy jednoznačně definovat. Například některé sacharidy patří mezi primární metabolity a jiné se řadí mezi sekundární metabolity.
|                     | Primární metabolismus                     | Sekundární metabolismus              |
| ------------------- | ----------------------------------------- | ------------------------------------ |
| Vztah k životu      | zásadní, je nezbytný                      | specifický, není nezbytný            |
| Vztah k růstu       | zásadní pro růst a výstavbu organismu     | nebývá spojen s růstem               |
| Fyziologický význam | přesně definovaný                         | často není přesně znám               |
| Aktivita            | aktivní v průběhu celého životního cyklu  | aktivní pouze za určitých podmínek   |
| Existence           | existuje ve všech živých organismech      | existuje pouze u některých organismů |
| Povaha produktů     | definované složení a jednoduchá struktura | směsi látek a složitá struktura      |